# Wim Jonk
Wilhelmus Maria (Wim) Jonk (Volendam, 12 oktober 1966) is een Nederlands voormalig voetballer die als middenvelder speelde. Nadien werd hij voetbaltrainer en -bestuurder.
Sinds eind september 2024 is hij assistent van bondscoach Ronald Koeman bij het Nederlands voetbalelftal.

## Biografie

### Carrière als speler
Jonk begon zijn carrière in 1986 bij FC Volendam in de Eerste divisie. Twee jaar later, in 1988, ging hij naar Ajax. Hij speelde eerst een jaar op huurbasis in Amsterdam, in een ruil met Richard Sneekes, en werd in 1989 definitief overgenomen.
Bij Ajax beleefde Jonk een trage start, maar uiteindelijk zou hij, als verdedigende middenvelder, een hecht team vormen met schaduwspits Dennis Bergkamp. In deze rol veroverde hij een basisplaats. In de vijf jaar dat hij bij Ajax speelde veroverde hij met de club het landskampioenschap, de UEFA Cup en de Nederlandse beker.
In 1993 vertrok Jonk, in een gezamenlijke transfer met Dennis Bergkamp, naar Internazionale, dat hem voor 12,5 miljoen gulden overnam van Ajax. Met Internazionale won Jonk de UEFA Cup, waarin hij zelf ook wist te scoren in de finale. Na twee jaar vertrok Bergkamp, die slecht kon aarden bij de club, bij Internazionale. Jonk vreesde hierop ook voor zijn positie in het elftal. Hij besloot terug te keren naar Nederland, waar hij ging spelen voor PSV.
Bij PSV kende Jonk zijn meest stabiele periode. Hij had, onder trainer Dick Advocaat, een basisplaats en miste weinig wedstrijden. In de drie jaar dat hij bij PSV speelde veroverde hij het landskampioenschap, de beker en drie maal de supercup. Toen Advocaat in 1998 vertrok bij PSV, besloot ook Jonk het nogmaals in het buitenland te proberen.
In 1998 vertrok Jonk, voor een transfersom van 2,5 miljoen pond, op 32-jarig leeftijd naar Engeland, om daar te gaan spelen bij Sheffield Wednesday, dat op dat moment erg wisselvallig presteerde. Hij kampte in deze periode regelmatig met blessures, waardoor hij onderwerp werd van een controverse, omdat hij in zijn contract had laten opnemen dat hij 5 duizend pond zou krijgen voor iedere wedstrijd, ook als hij geblesseerd was. In 2000 degradeerde Sheffield Wednesday naar de eerste divisie en kreeg Jonk te kampen met een hardnekkige liesblessure. Jonk beëindigde daarop zijn carrière.
Jonk speelde meer dan 300 competitiewedstrijden op het hoogste niveau. In zijn carrière speelde Bergkamp een belangrijke rol en werden zij samen als twee-eenheid gezien bij zowel Ajax, Inter als het Nederlands elftal. Jonk "bediende" Bergkamp "op maat".
Hij is vooral bekend omwille van zijn traptechniek en schotkracht. Hij maakte geregeld doelpunten van grote afstand.

### Nederlands elftal
Wim Jonk kwam in actie voor Oranje op de WK's van 1994 in de VS en 1998 in Frankrijk. Jonk debuteerde op 27 mei 1992 tegen Oostenrijk (3-2 winst) overwinning en speelde zijn laatste interland onder leiding van bondscoach Frank Rijkaard op 18 augustus 1999 tegen Denemarken (0-0). Wim Jonk speelde tevens op het Europees kampioenschap voetbal 1992.

### Hoofd jeugdopleiding
Na zijn carrière werd Jonk eerst analyticus bij NOS Studio Sport, alvorens hij terugkeerde naar zijn jeugdliefde FC Volendam, eerst als lid van de technische commissie, later als bestuurslid technische zaken. In die functie is Jonk ook actief geweest als individueel trainer en assistent trainer bij het eerste en tweede elftal van FC Volendam. In april 2007 stapte Jonk op als bestuurslid technische zaken.
Van 2008 tot en met november 2015 was Jonk werkzaam voor Ajax. Eerst als individuele techniektrainer (2008–2011), daarna als hoofd jeugdopleiding en lid van het Technisch Hart (2011–2015). In 2010 schreef Jonk samen met Johan Cruijff en Ruben Jongkind het Plan Cruijff dat aanleiding was voor de zogenoemde ‘fluwelen revolutie’. In 2011 werd het plan geadopteerd als het nieuwe beleid van Ajax. Een van de belangrijkste pijlers onder het Plan Cruijff was de hervorming van de Ajax jeugdopleiding, gebaseerd op een individuele aanpak in talentontwikkeling. In samenwerking met Johan Cruijff als adviseur en Ruben Jongkind als Hoofd Talentontwikkeling implementeerde Jonk deze tussen 2012 en 2015 met een nieuwe organisatiestructuur en cultuur. Tegelijkertijd was Jonk trainer van diverse jeugdelftallen, waaronder de A1.
Na aanhoudende onenigheid tussen Jonk en Cruijff met de directie, over de interpretatie van en het vermeende gebrek aan invoering van het Plan Cruijff bij het eerste elftal en in het algehele clubbeleid, kondigde de directie van Ajax op 10 november 2015 aan Jonk te willen laten vertrekken bij de club als gevolg van een "onoverbrugbaar meningsverschil (...) over de invulling en de werkwijze van het technisch hart".[1]. Jonk kondigde aan zijn gedwongen afscheid aan te vechten bij de rechter. Uiteindelijk zag hij toch af van een arbitragezaak en vertrok hij samen met Johan Cruijff en een groep medewerkers van de jeugdopleiding.

### Cruyff Football
Sinds september 2016 geeft Jonk samen met Jordi Cruijff leiding aan het internationale voetbalkennisinstituut Cruyff Football, gevestigd te Amsterdam. Cruyff Football is de officiële uitdrager van het voetbalgedachtegoed van Johan Cruijff en verantwoordelijk voor het beheren, bewaken, delen, doorontwikkelen en toepassen van Cruijffs voetbalvisie en opleidingsfilosofie.

### Trainer van FC Volendam
Op 13 april 2019 werd Jonk gepresenteerd als trainer van Eerstedivisionist FC Volendam. Met zijn ploeg promoveerde Jonk in 2022 van de Eerste divisie naar de Eredivisie. Op 16 juni 2023 trad hij terug als trainer ten faveure van zijn assistent Matthias Kohler; hij is vervolgens Technisch manager betaald voetbal bij Volendam geworden
Eind november 2023 kwam een langlopende ruzie tussen de raad van commissarissen en het bestuur van de club tot een climax. De rvc zette voorzitter Jan Smit en drie andere bestuursleden op straat omdat zij volgens hen slecht werk hadden geleverd. Als reactie daarop kondige Team Jonk op 1 december aan op te stappen. Concreet hield het in dat onder meer technisch manager Wim Jonk, technisch directeur Jasper van Leeuwen en hoofdtrainer Matthias Kohler na het weekend hun taken neerlegden.

## Spelerscarrière
| seizoen | club                | landv     | competitie     | wed. | goals | Beker | Goals | Europacup | Goals | Totaal | Goals |
| ------- | ------------------- | --------- | -------------- | ---- | ----- | ----- | ----- | --------- | ----- | ------ | ----- |
| 1986/87 | FC Volendam         | Nederland | Eerste divisie | 36   | 23    |       |       |           |       |        |       |
| 1987/88 | FC Volendam         | Nederland | Eredivisie     | 23   | 5     |       |       |           |       |        |       |
| 1988/89 | AFC Ajax            | Nederland | Eredivisie     | 17   | 6     | 0     | 0     | 1         | 0     | 18     | 6     |
| 1989/90 | AFC Ajax            | Nederland | Eredivisie     | 13   | 3     | 4     | 1     | -         | -     | 17     | 4     |
| 1990/91 | AFC Ajax            | Nederland | Eredivisie     | 17   | 1     | 3     | 1     | -         | -     | 20     | 2     |
| 1991/92 | AFC Ajax            | Nederland | Eredivisie     | 26   | 5     | 3     | 0     | 10        | 3     | 39     | 8     |
| 1992/93 | AFC Ajax            | Nederland | Eredivisie     | 23   | 3     | 5     | 2     | 7         | 1     | 35     | 6     |
| 1993/94 | Internazionale      | Italië    | Serie A        | 25   | 6     | -     | -     | 12        | 5     | 37     | 11    |
| 1994/95 | Internazionale      | Italië    | Serie A        | 29   | 2     | -     | -     | 1         | 0     | 30     | 2     |
| 1995/96 | PSV                 | Nederland | Eredivisie     | 29   | 6     | 3     | 1     | 8         | 3     | 40     | 10    |
| 1996/97 | PSV                 | Nederland | Eredivisie     | 32   | 9     | 1     | 0     | 3         | 0     | 36     | 9     |
| 1997/98 | PSV                 | Nederland | Eredivisie     | 28   | 5     | 4     | 0     | 6         | 2     | 38     | 7     |
| 1998/99 | Sheffield Wednesday | Engeland  | Premier League | 38   | 2     |       |       |           |       |        |       |
| 1999/00 | Sheffield Wednesday | Engeland  | Premier League | 30   | 3     |       |       |           |       |        |       |
| 2000/01 | Sheffield Wednesday | Engeland  | First Division | 2    | 0     |       |       |           |       |        |       |
|         |                     |           | Totaal         | 368  | 79    | 23    | 5     | 35        | 14    | 426    | 98    |

## Erelijst
| Competitie           |        |                  |      |      |
| Competitie           | Aantal | Jaren            |      |      |
| Ajax                 | Ajax   | Ajax             | Ajax | Ajax |
| -------------------- | ------ | ---------------- | ---- | ---- |
| Continentaal         |        |                  |      |      |
| UEFA Cup             | 1x     | 1991/92          |      |      |
| Nationaal            |        |                  |      |      |
| Eredivisie           | 1x     | 1989/90          |      |      |
| KNVB beker           | 1x     | 1992/93          |      |      |
| Internazionale       |        |                  |      |      |
| UEFA Cup             | 1x     | 1993/94          |      |      |
| PSV                  |        |                  |      |      |
| Eredivisie           | 1x     | 1996/97          |      |      |
| KNVB beker           | 1x     | 1995/96          |      |      |
| Johan Cruijff Schaal | 3x     | 1996, 1997, 1998 |      |      |